# 谭何易
谭何易（1897年—1962年），字且观，男，广西郁林人，中华民国军事人物，陆军中将，曾任第四十六军军长，国民政府国防部中将高参。